# August Ferdinand von Leesen
August Ferdinand von Leesen, ab 1861 Freiherr von Leesen (* 25. März 1804 in Itzehoe; † 14. Oktober 1876 in Treben) war ein deutscher Jurist, Abgeordneter der Schleswigschen Ständeversammlung und der Schleswig-Holsteinischen Landesversammlung sowie Gutsbesitzer und Sammler.

## Leben

### Familie
August Ferdinand von Leesen entstammte der holsteinischen Familie von Leesen. Er war der zweite Sohn des Etatsrats und Syndicus des Klosters Itzehoe Thies von Leesen (1772–1847) und dessen Frau Theodora Carolina, geb. Schwenck und wuchs mit seinem älteren Bruder Wilhelm von Leesen (1796–1847) auf dem von seinem Vater angelegten Landsitz Leesenshöhe bei Itzehoe auf. Seine im April 1834 geschlossene kurze Ehe mit Caecilia Benigna Mackeprang aus Klausdorf (Fehmarn) (1795–1839) blieb kinderlos. Nach dem frühen Tod seines Bruders kümmerte er sich um dessen Witwe Anna Katharina, geborene von Haltermann, und die vier Kinder, Emilie Antoinette (1833–1910), später Ehefrau von Theodor Gaedertz und Mutter von Karl Theodor Gaedertz, Georg Heinrich Wilhelm (1836–1901) und Nicolaus Ferdinand (1838–1879) sowie die postum geborene Wilhelmine von Leesen.   
Sein Vater hatte den Katharinenhof auf Fehmarn erworben und übergab ihn 1830 an seine Söhne. Als 1847 sowohl der ältere Bruder wie auch der Vater starben, erbte August Ferdinand von Leesen den Besitz, den er durch Zukauf von 100 Hektar Land vergrößerte. Auch ließ er Hölzungen und einen Park anlegen.

### Karriere
Ab November 1824 studierte er Rechtswissenschaften an der Universität Göttingen sowie ab 1. November 1825 an der Universität Kiel. 1826 wurde er Mitglied des Corps Holsatia Kiel. Ab 25. Oktober 1827 schloss er seine Studien in Göttingen ab und wurde zum Dr. jur. promoviert.
Vor 1839 erhielt er den Königlich-Dänischen Charakter als Justizrat.
Von 1842 an vertrat Ferdinand von Leesen den gemischten Distrikt Fehmarn in der Schleswigschen Ständeversammlung. Fehmarn gehörte aus historischen Gründen trotz seiner Lage bei Holstein zum Herzogtum Schleswig.

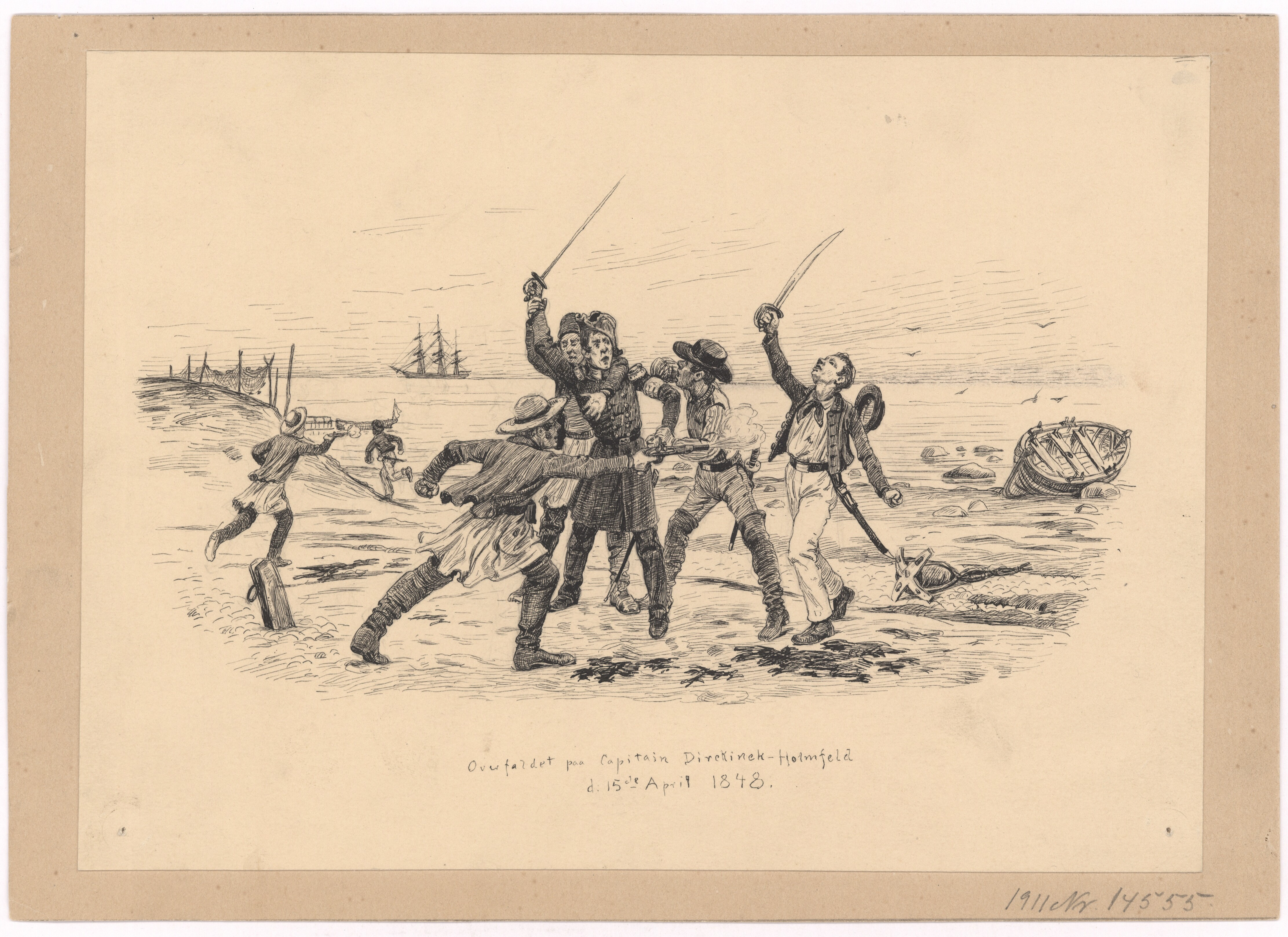
Der Überfall auf Kapitän Dirckinck-Holmfeld, zeitgenössiche Zeichnung aus dänischer Sicht

Als im Frühjahr 1848 die Schleswig-Holsteinische Erhebung begann, übertrug der Prinz von Noer als Kriegsminister und Mitglied der Provisorischen Regierung Schleswig-Holsteins Leesen die Errichtung einer Fehmarnschen Küstenmiliz. Im Gegensatz zum auf Ausgleich bedachten Amtmann Louis von Moltke fühlte sich von Leesen „zum Inselführer berufen“ und machte Stimmung gegen den Amtmann.
Am 15. April 1848 kam es zu einem folgenschweren Zwischenfall: Leesen nahm den dänischen Kapitän Edwin von Dirckinck-Holmfeld fest, der aufklären sollte, ob auf der Insel noch „dänische Sympathien“ vorhanden seien und die Bevölkerung zur Loyalität aufrufen sollte. Bei dieser Festnahme wurde ein dänischer Matrose erschossen. Während sich von Leesen und die Fehmaraner der Tat rühmten, werteten die Dänen den Vorfall als Überfall und Attentat, da Dirckinck-Holmfeld nicht im Kampf, sondern als Parlamentär auf die Insel gekommen war. Im Juli 1848 wurde von Leesen im Wahlkreis Fehmarn zum Abgeordneten der Konstituierenden Schleswig-Holsteinischen Landesversammlung gewählt.
Als dänische Truppen am 17. Juli 1850 bei Katharinenhof landeten und Fehmarn besetzten, entzog sich von Leesen der Strafverfolgung durch Flucht. Er ging erst nach Leesenshöhe, wo er 1851 ein neues Wohnhaus errichten ließ. In Holstein war zu dieser Zeit die dänische Oberhoheit noch nicht vollständig wiederhergestellt. 1852 verließ er Schleswig-Holstein mit einem in Itzehoe ausgestellten dänischen Pass und reiste nach Italien, Syrien, Ägypten und Kleinasien.
Anfang 1853, nach der vollständigen Wiederherstellung der dänischen Oberhoheit, ließ die dänische Regierung im gesamten Deutschen Bund mit einem Steckbrief und Auslieferungsgesuch nach von Leesen fahnden, um ihn zur Rechenschaft zu ziehen. Er stellte sich unter den Schutz des Herzogs Ernst II. von Sachsen-Coburg-Gotha, des „Siegers von Eckernförde“. Am 2. November 1853 erging ein Urteil gegen alle Beteiligten, von Leesen wurde in Abwesenheit zu einer längeren Gefängnisstrafe verurteilt. Zwei Jahre später kam es unter Vermittlung des Herzogs zu einer Abmachung. Leesen erklärte sich bereit, sich persönlich in Kopenhagen zu stellen, eine Geldstrafe zu zahlen (er hatte bereits früher der Famlie des getöteten Seesoldaten ein Schmerzensgeld gezahlt) sowie eine elfmonatige Festungshaft anzutreten. Die dänische Regierung gab ihm daraufhin den bisher beschlagnahmten Katharinenhof zurück.

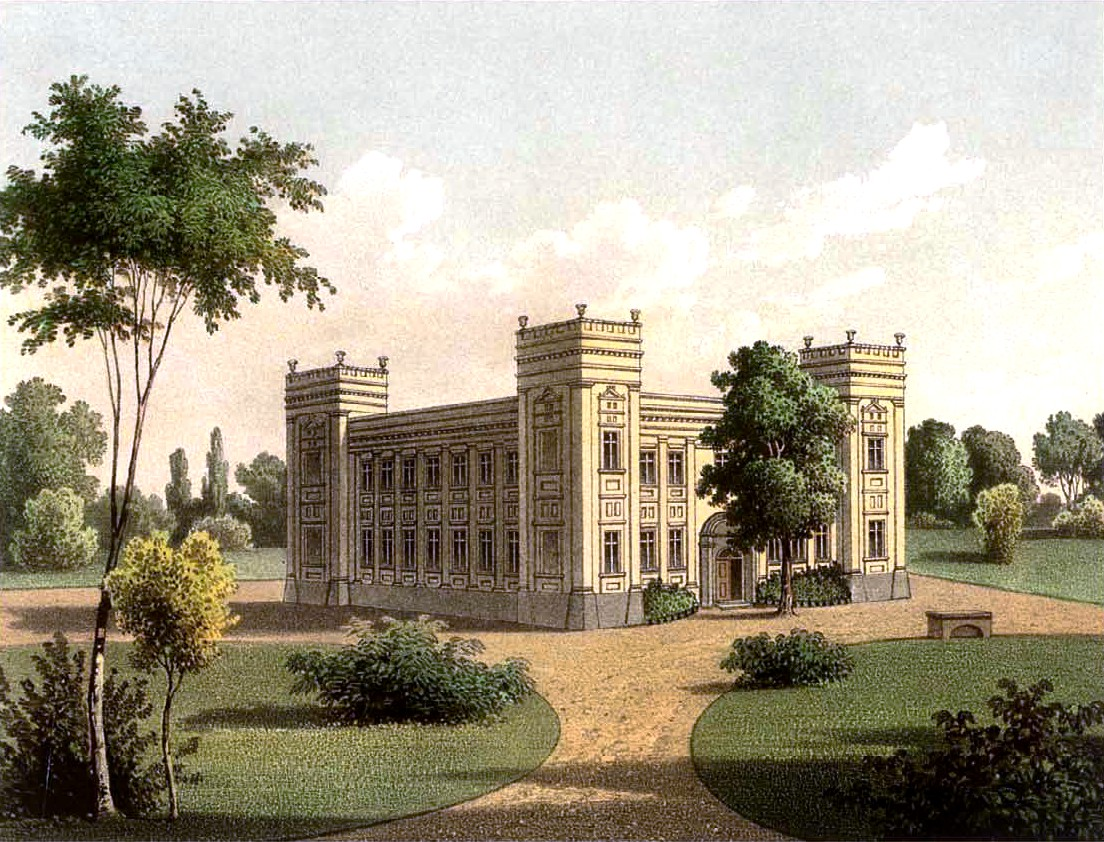
Schloss Treben, Sammlung Duncker

Nach Ablauf seiner Festungshaft verkaufte von Leesen Katharinenhof und erwarb Landbesitz in der Provinz Posen, den er in zwei Familienfideikommisse für seine beiden Neffen aufteilte: die Herrschaft Treben (heute Trzebiny) mit Petersdorf (insgesamt 950 Hektar), Kreis Fraustadt, dann Kreis Lissa (1860–1945) und die Herrschaft Retschke (heute Drczeczkowo) bei Storchnest (heute Osieczna) mit Wulke (insgesamt 1090 Hektar), Kreis Lissa.
Daneben war er als Immobilienentwickler in Gotha erfolgreich. Dort wurden er und seine beiden Neffen am 28. Dezember 1861 in den Freiherrenstand erhoben. 1864 ließ er im Gothaer Gründerzeitviertel die Leesenstraße zur Erschließung und Bebauung seiner Grundstücke anlegen.
Im Deutschen Krieg 1866 engagierte er sich „als Johanniter-Ritter und Christ“ in der Betreuung der Verletzten und der Sorge um eine würdige Bestattung der Gefallenen. In Uettingen bei Würzburg sorgte er für die Einrichtung eines Friedhofs für die Gefallenen der Gefechte bei Uettingen.
Leesen starb am 14. Oktober 1876 auf Schloss Treben. Auf die Nachricht seines Todes hin verfasste sein Großneffe Karl Theodor Gaedertz ein plattdeutsches Trauergedicht Narop an min Unkel (Nachruf auf meinen Onkel). Es preist von Leesen als Patriot und Man vun echten Schrot un Korn.

## Erinnerung
1872 beauftragte Ferdinand von Leesen den Gothaer Medailleur Ferdinand Helfricht, eine 50 mm große Medaille zur Erinnerung an Dirckinck-Holmfelds Gefangennahme zu schaffen. Gleichzeitig bestellte er sechs silberne und 100 bronzene Exemplare. Sie zeigt auf der Vorderseite eine gewaltlose Version der Gefangennahme am Strand und die Inschrift GEFANGENNAHME DES DAENISCHEN MARINECAPITAINS BARON VON DIRKING-HOLMFELD sowie auf der bildlosen Rückseite die Inschrift VOM | BARON V. LEESEN. | ASMUS MACKEPRANG | JOACHIM MEISLAHN | H. JANSEN | LORENZ BIERWIRTH | JOHANN KÜHL. | FEHMERN | DEN 15 APRIL | 1848. Das hier gezeigte Exemplar hat sich im Münzkabinett auf Schloss Friedenstein in Gotha erhalten.

Medaille (Vorderseite)
Medaille (Rückseite)

An die Gefangennahme erinnert auch ein denkmalgeschütztes Monument in Burg auf Fehmarn. Es war ursprünglich im Frühjahr 1872 durch von Leesen in Burgtiefe errichtet worden, wurde aber schon im Herbst beim Ostseesturmhochwasser 1872 stark beschädigt und unter einer Schicht aus Sand und Geröll begraben. Das in Teile zerbrochene Denkmal wurde geborgen und an sicherer Stelle im Hafen Burgstaaken wieder aufgebaut. 2007 erfolgte eine Restaurierung der Anlage.

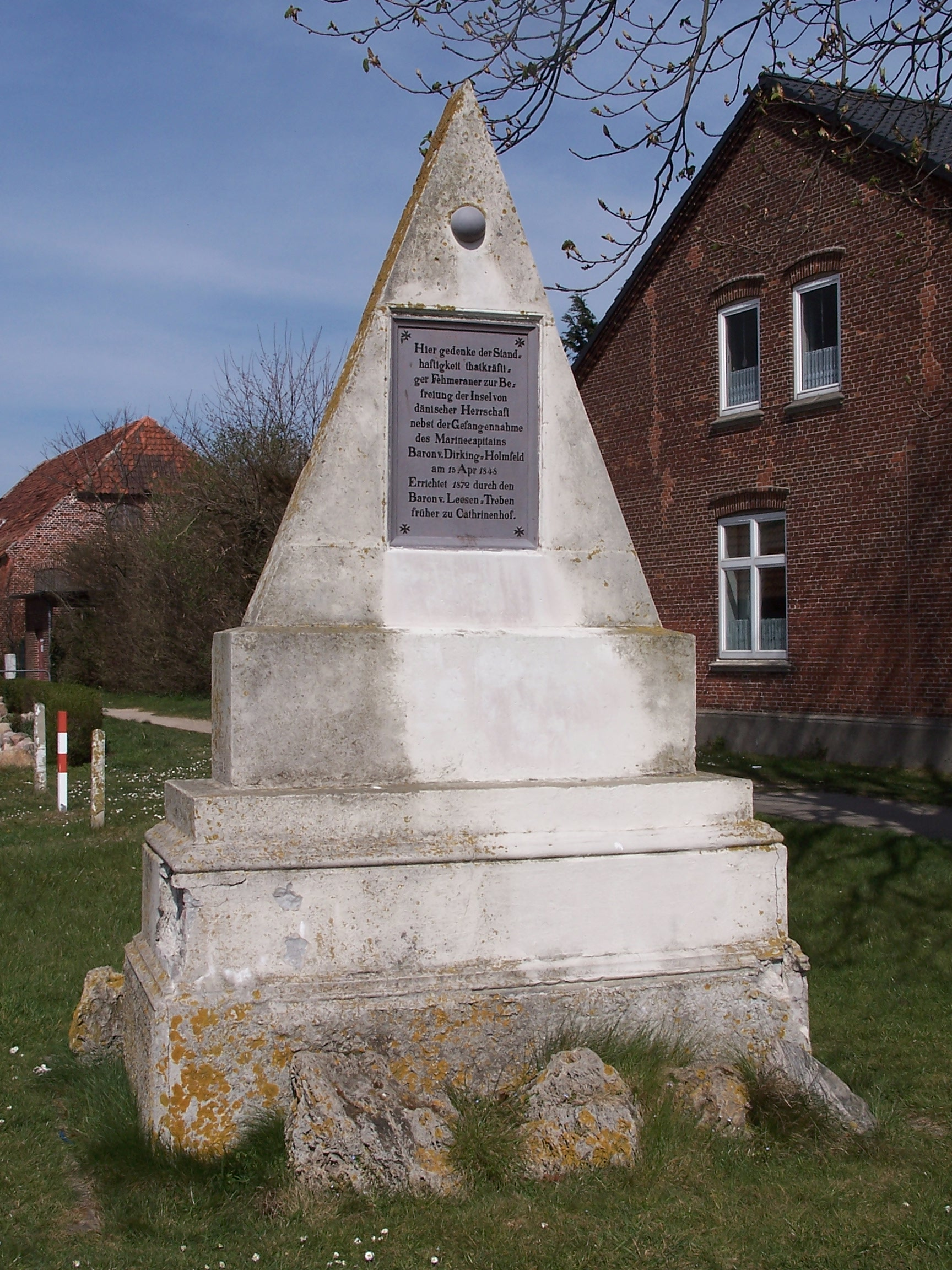
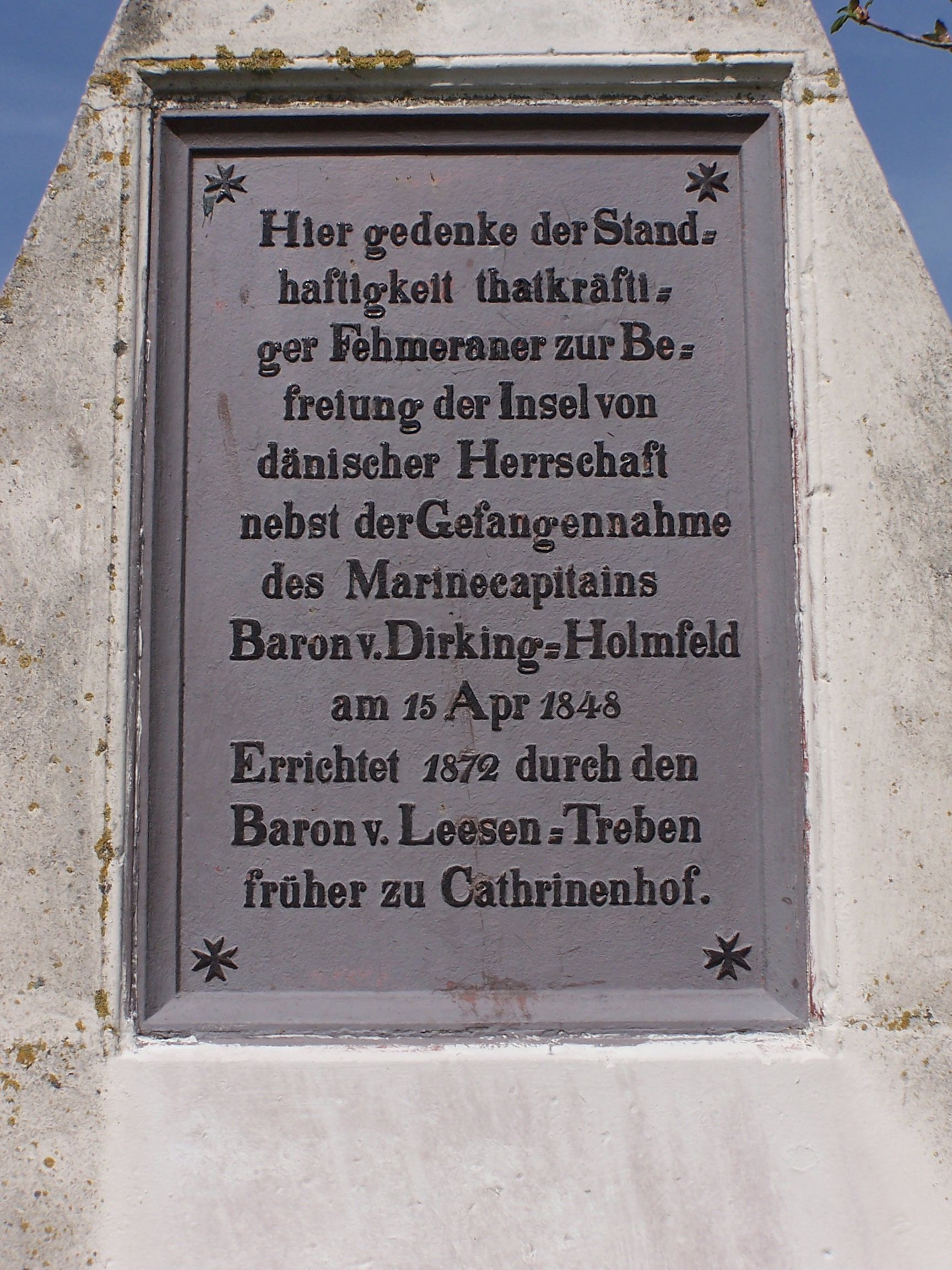

## Sammlung
Ferdinand von Leesen hatte eine große Sammlung an Klassischen Altertümern aufgebaut. Insbesondere hatte er von zwei Reisen, die er 1852 und 1858 nach Italien machte, eine große Zahl antiker Gefäße, vor allem aus Apulien, nach Deutschland mitgebracht. Diese Sammlung stellte er in der Vorhalle seines Hauses in Gotha aus. 1871 ließ er sie von Ernst Schulze, damals noch Lehrer am Ernestinum Gotha, katalogisieren.

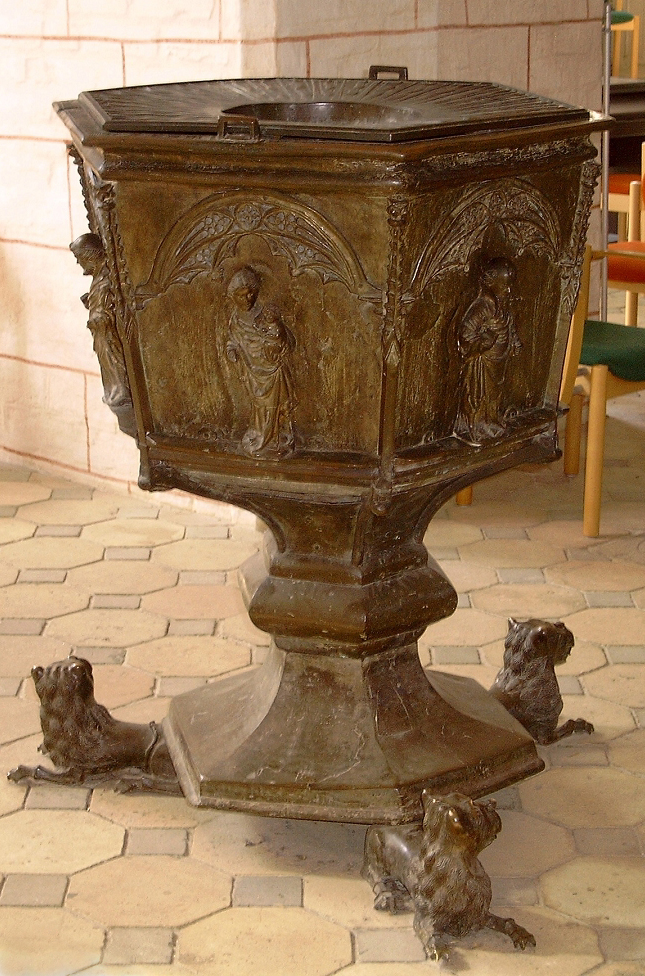
Gotische Bronzefünte in St. Nikolai mit den Löwenfüßen

Daneben sammelte er auch Kunstwerke aus anderen Epochen. Zu den kurioseren Stücken seiner Sammlung zählten die als Löwen gestalteten Füße der gotischen Bronzetaufe der St.-Nikolai-Kirche in Burg auf Fehmarn. In den 1840er Jahren hatte v. Leesen der Kirche anstatt der alten Bronzetaufe eine solche aus Marmor versprochen. Das Kunstwerk wurde abgebrochen und eine schlichte klassizistische Marmortaufe an seine Stelle gesetzt. Leesen, der den Wert der alten Taufe vielleicht schon ahnte, ließ sie sich schenken und nahm sofort die Löwenfüße an sich. Der Taufkessel wurde, weil er zu schwer und schlecht zu transportieren war, in einer Abseite der Kirche vorläufig untergebracht. Als Leesen 1856 Katharinenhof veräußern musste, nahm er die Löwenfüße der alten Taufe mit nach Gotha; der Taufkessel aber blieb vergessen in der Burger Kirche. 1871 fand man Letzteren wieder und stellte ihn im Südschiff der Kirche auf. Die Löwenfüße blieben bis 1907 in der Sammlung Leesen.
Die Sammlung Leesen blieb in der nächsten Generation noch in der Familie auf Schloss Treben, kam dann jedoch im Oktober 1907 im Kunsthaus Lempertz zur Versteigerung. Zahlreiche Vasen sicherte sich die Ny Carlsberg Glyptotek in Kopenhagen, darunter eine rotfigurige Vase des nach der Sammlung benannten Leesen-Malers.

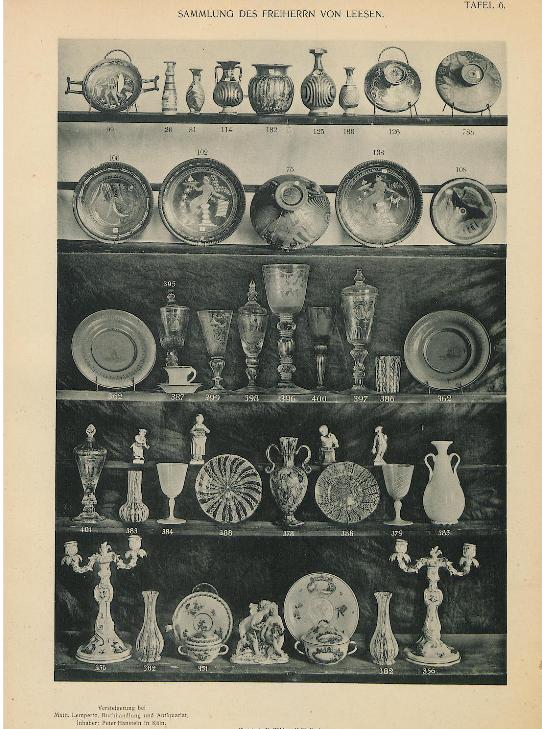
Tafel aus dem Auktionskatalog
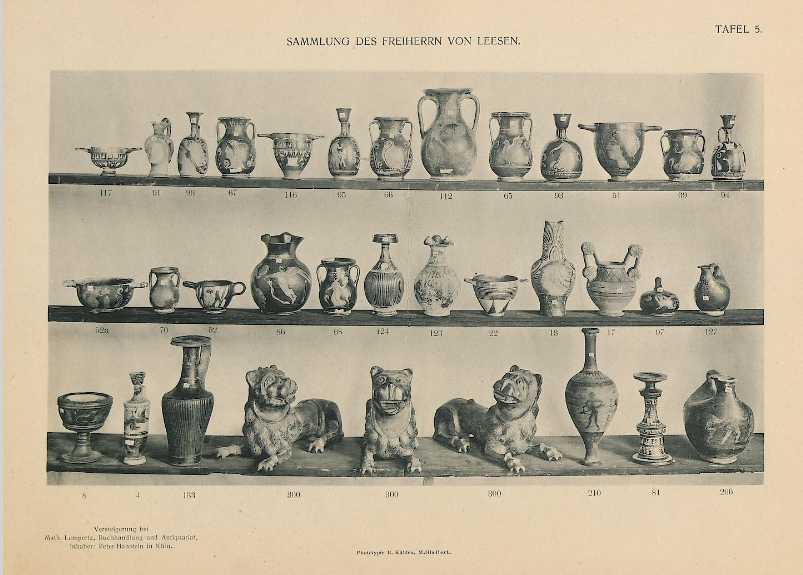
Tafel aus dem Auktionskatalog
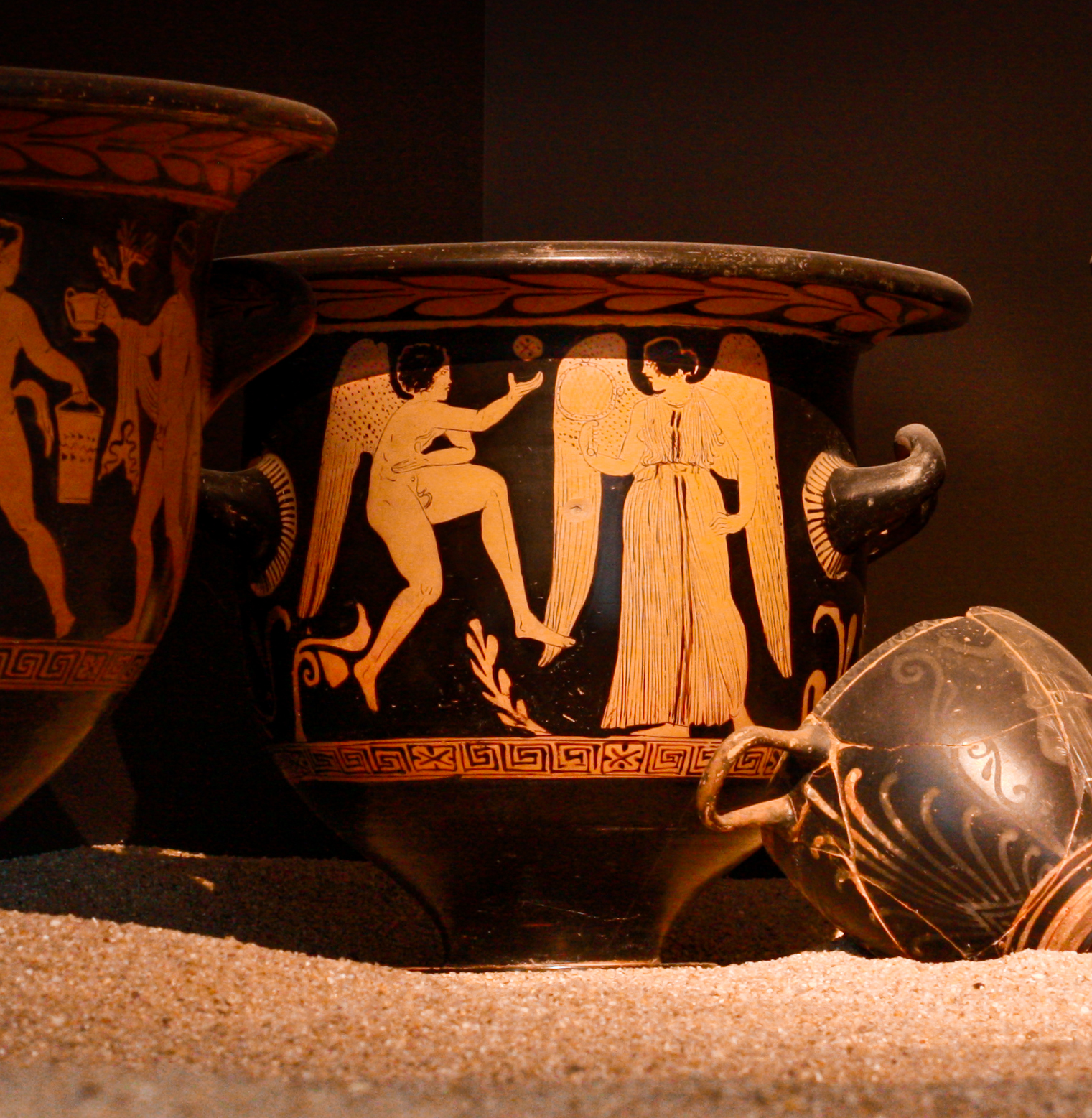
Vase des Leesen painter

## Auszeichnungen
- Johanniterorden, zunächst Ehrenritter, dann Rechtsritter (1867)[26]
- Bayerischer Verdienstorden vom Heiligen Michael, Komtur (1869)[27]
- Herzoglich Sachsen-Ernestinischer Hausorden, Ritter I. Klasse (1864)[28]

### Sammlung
- Ernst Heinrich Ferdinand Schulze: Beschreibung der Vasensammlung des Freiherrn Ferdinand von Leesen: mit drei lithographischen Tafeln. Teubner, Leipzig 1871 (Digitalisat)
- Katalog einer Sammlung griechischer und italischer Vasen sowie Antiquitäten: als: Römischer Ausgrabungen, Arbeiten in Bronze, Kupfer, Zinn, Eisen ... ; aus dem Nachlasse des Freiherrn Ferdinand von Leesen auf Dominium Treben sowie anderer Kunstgegenstände; Versteigerung zu Cöln: Freitag den 18. und Samstag den 19. Oktober 1907. Lempertz, Köln 1907 doi:10.11588/diglit.17555